# 武蔵丘短期大学
武蔵丘短期大学（むさしがおかたんきだいがく、英語: Musashigaoka College）は、埼玉県比企郡吉見町南吉見111-1に本部を置く日本の私立大学。1991年創立、1991年大学設置。大学の略称はムサタン。

## 概観

### 大学全体
- 埼玉県比企郡吉見町に所在する日本の私立短期大学で、設置主体は学校法人学校法人後藤学園[2]。1991年に開学し、当初は1学科2専攻体制。2012年度より、1学科3専攻となる。

### 建学の精神（校訓・理念・学是）
- 武蔵丘短期大学における教育方針は「豊かな人間性と専門性をあわせ持ったスペシャリストとし健康づくりの指導者を育成する」となっている。

### 教育および研究
- 武蔵丘短期大学は、健康に関する学問をベースとした学科が設置されており、将来スポーツや栄養職として関わる人材を育成するためのカリキュラムが用意されている。

### 学風および特色
- 武蔵丘短期大学は、両専攻ともそれぞれの専門科目を相互に学べるシステムとなっている。
- 人格教育や社会貢献が基本理念とされている。
- 関東圏で唯一、アスレティックトレーナー承認校として認定されている。

## 沿革
- 1991年
  - 2月7日 文部省[注 1]より短期大学の設置が認可される。
  - 4月1日 武蔵丘短期大学が以下の学科体制にて開学する[3]。
    - 健康生活科
      - 健康・栄養専攻 入学定員100名
      - 健康・体育専攻 入学定員100名

  - 5月1日 学生数/定員[4]
    - 健康生活科 250[注 2][5]/200
- 1992年
  - 5月1日 学生数/定員
    - 健康生活科 557[注 3][6]/400
- 1999年
  - 5月1日 学生数/定員
    - 健康生活科 504[注 4][7]/400
- 2005年
  - 4月1日 学科および専攻名称を以下の通り変更する[8]。
    - 健康生活科→健康生活学科
      - 健康・栄養専攻→健康栄養専攻
      - 健康・体育専攻→健康スポーツ専攻
- 2012年
  - 4月1日 健康生活学科に健康マネジメント専攻を新設する（入学定員40名）[9]。
  - 同 健康生活学科の一部専攻課程の入学定員を以下の通り変更する[9]。
    - 健康栄養専攻 100→80
    - 健康スポーツ専攻 100→80

## 基礎データ

### 所在地
- 埼玉県比企郡吉見町南吉見111-1

### 交通アクセス
以下の駅からバスがある。
- 東武鉄道東上線東松山駅
- JR高崎線鴻巣駅

## 教育および研究

### 組織

#### 学科
- 健康生活学科
  - 健康栄養専攻
  - 健康スポーツ専攻
  - 健康マネジメント専攻

#### 専攻科
- なし

#### 別科
- なし

##### 取得資格について
資格
- 栄養士：健康栄養専攻にて取得できる。

教職課程
- 栄養教諭二種免許状：健康栄養専攻
- 中学校教諭二種免許状（保健体育）：健康スポーツ専攻で取得可能。

##### 研究
- 武蔵丘短期大学図書委員会紀要分科会 編『武蔵丘短期大学紀要』[10]

## 学生生活

### 部活動・クラブ活動・サークル活動
- 武蔵丘短期大学には体育会系クラブ・サークルが多いことが特徴である（サッカー、ソフトボール、卓球、バレーボール、バスケットボール、ハンドボール、バドミントン、水泳など）。文化系では、「クッキング」がある。

#### スポーツ
- 女子サッカー：関東大学女子サッカーリーグに所属。2004年12月、全日本大学女子サッカー選手権大会で準優勝している。
- 女子バレーボール：関東大学バレーボールリーグに所属。全日本バレーボール大学女子選手権大会にも出場している。

### 学園祭
- 武蔵丘短期大学の学園祭は「武蔵丘祭」と呼ばれ毎年、概ね11月に行われている。

## 大学関係者と組織

### 大学関係者一覧

#### 著名な出身者
- 石田美穂子：女子サッカー選手・歌手
- 上尾野辺めぐみ：女子サッカー選手（アルビレックス新潟レディース）
- 園田瑞貴：女子サッカー選手（アルビレックス新潟レディース）
- 渡辺彩香：女子サッカー選手（静岡SSUアスレジーナ）
- 久野吹雪：女子サッカー選手（ノジマステラ神奈川相模原）
- 阪口萌乃：女子サッカー選手（INAC神戸レオネッサ）
- 佐々木繭：女子サッカー選手（三菱重工浦和レッズレディース）
- 祐村ひかる：女子サッカー選手（ちふれASエルフェン埼玉）
- 岩井明愛：女子プロゴルファー（本田技研所属）
- 岩井千怜：女子プロゴルファー（本田技研所属）
- 金井睦季: 女子バレーボール選手 (東京サンビームズ)
- 小泉海藍: 女子バレーボール選手（東京サンビームズ）

## 施設

### キャンパス
- 情報処理教室、体育館、トレーニング実習室、図書館、給食管理実習室、栄養学、生化学実験室などがある。ほか、グラウンドは全て天然芝となっている。

## 対外関係

### 系列校
- 武蔵野栄養専門学校
- 武蔵野調理師専門学校
- 専門学校武蔵野ファッションカレッジ

## 社会との関わり

### 産学官連携、地域貢献
- 埼玉県北本市および株式会社イナホスポーツと、教育支援や健康づくりなどでの包括連携協定を2019年に結んだ[11]。
- 地域貢献の一環として、日本スリーデーマーチに参加している。

### その他
- 1993年に公開された日本映画『高校教師』の校舎のシーンでは、夏休みを利用してロケが行われた。

## 卒業後の進路について

### 編入学･進学実績
- 健康生活学科
  - 健康・栄養専攻：岩手大学・酪農学園大学・郡山女子大学・茨城キリスト教大学・平成国際大学・聖徳大学・和洋女子大学・国士舘大学・駿河台大学・女子栄養大学・東海大学・日本社会事業大学・日本女子体育大学・くらしき作陽大学ほか
  - 健康・スポーツ専攻：鹿屋体育大学・愛知県立大学・仙台大学・高崎健康福祉大学・国際武道大学・桜美林大学・国士舘大学・玉川大学・東海大学・東京女子体育大学・日本大学・日本体育大学・静岡産業大学・中京女子大学・びわこ成蹊スポーツ大学・大阪国際大学・大阪体育大学・神戸親和大学・川崎医療福祉大学・四国大学ほか